# Ṟizgarî
Ṟizgarî (kurdiska: ڕزگارى, arabiska: ناحية ابراهيم الخليل, kurdiska: Îbrahîm Xelîl, ئيبراهيم خەليل) är ett underdistrikt i Irak.   Det ligger i provinsen Dahuk, i den norra delen av landet, 500 km norr om huvudstaden Bagdad.